# Flagge der Republik Arzach
Die Flagge der Republik Arzach leitet sich von der Flagge Armeniens ab. Die Republik wurde hauptsächlich von Armeniern bewohnt, wurde aber international als Teil Aserbaidschans angesehen.
Die Flagge symbolisiert durch ihre Farbgebung einerseits die enge kulturelle Verbindung mit Armenien, andererseits weisen die weißen Felder auf die geografische Trennung hin: links (d. h. im Westen) das größere Armenien, rechts (d. h. im Osten) das kleinere Arzach. Die Rechtecke lassen sich außerdem als Motive traditioneller armenischer Teppiche deuten.